# Adolf Krischanitz

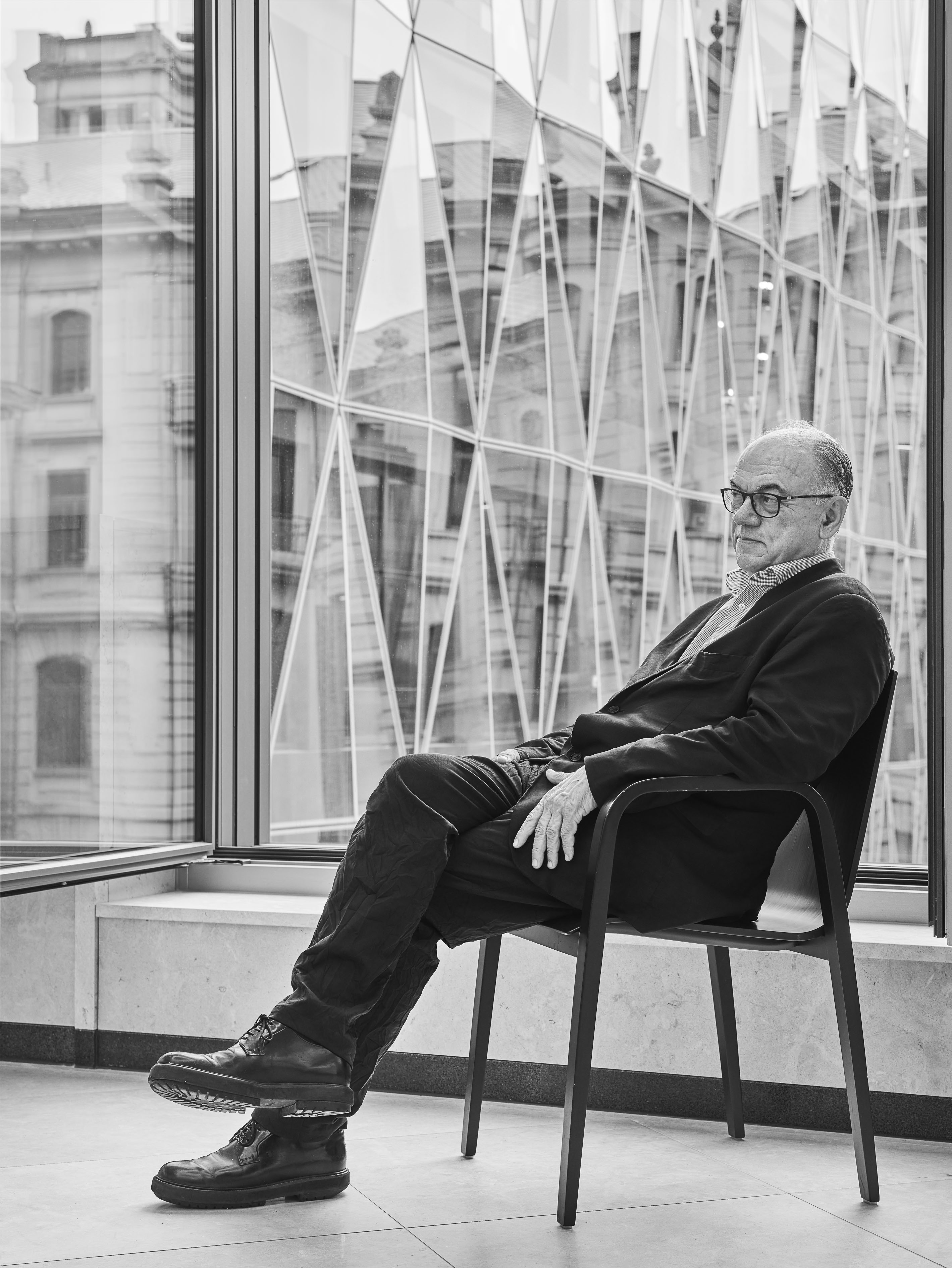
Adolf Krischanitz, 2021 (Fotograf: Lukas Roth, Köln)

Adolf Krischanitz (* 26. Mai 1946 Schwarzach im Pongau) ist ein österreichischer Architekt, emeritierter Universitätsprofessor und Möbeldesigner.

## Werdegang
Adolf Krischanitz studierte von 1965 bis 1972 Architektur an der TU Wien und gründete 1970 mit Angela Hareiter und Otto Kapfinger die Architektengruppe Missing Link, die künstlerische Objekte, Graphik, Aktionen, Performances und Experimentalfilme realisierte. 1979 gründete er ein Architekturbüro in Wien und später in Zürich. 1979 zählte er zu den Begründern der Zeitschrift UmBau der Österreichischen Gesellschaft für Architektur und übernahm 1982 den Vorsitz dieser Gesellschaft. Als Mitglied und schließlich Präsident der Wiener Secession, zwischen 1991 und 1995, verantwortete er die Gestaltung und Organisation zahlreicher Ausstellungen zeitgenössischer Kunst.
Krischanitz lehrte an der TU München (1988/89), den Sommerakademien Karlsruhe (1990), Neapel (1994/95), Wien (1996) und von 1992 bis 2011 an der UDK Berlin.
Preisrichtertätigkeiten
Krischanitz war Vorsitzender mehrerer Realisierungswettbewerbe – USZ Kernareal, Neubau für die erste große Etappe der Gesamterneuerung des Universitätsspitals; Erweiterung Sprengel Museum Hannover und dem Studienauftrag zur Umnutzung des Transitlagers am Dreispitz.
Privates
Er war zwischen 1970 und 1991 mit der Architekturfotografin Margherita Spiluttini verheiratet. Krischanitz wohnte im Hochhaus Herrengasse.

## Bauwerke und Entwürfe

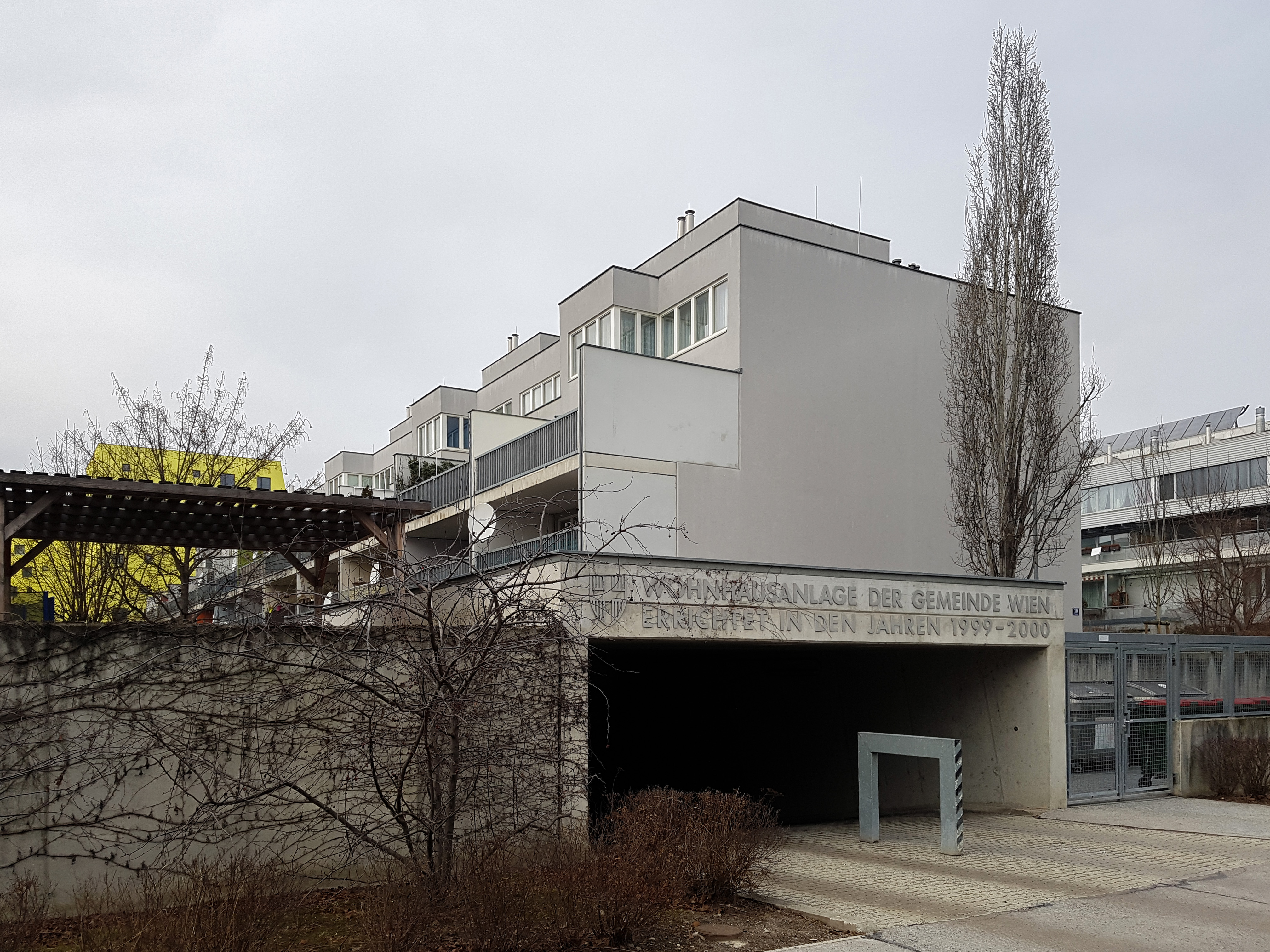
Wohnhausanlage, Wien

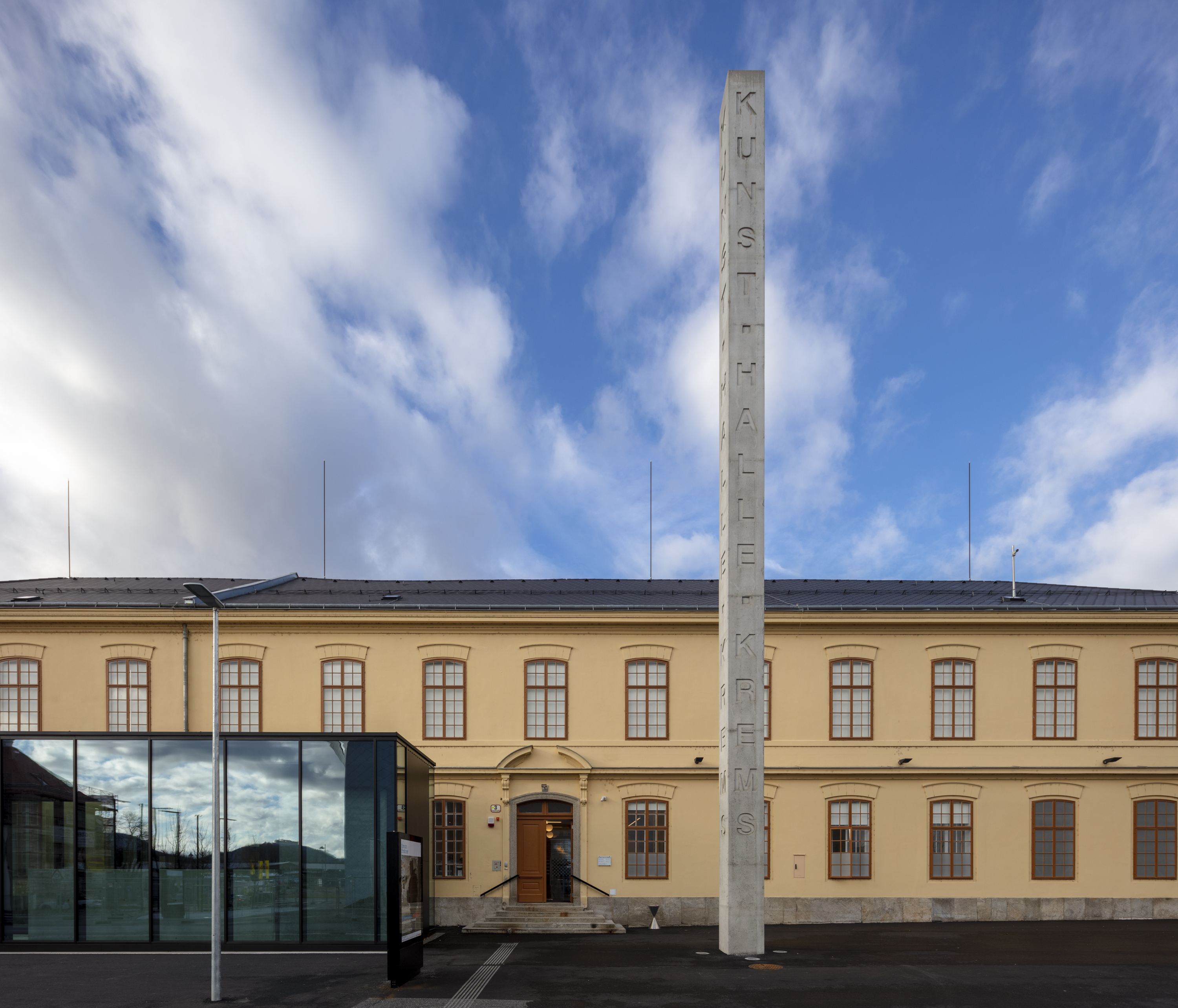
Kunsthalle Krems

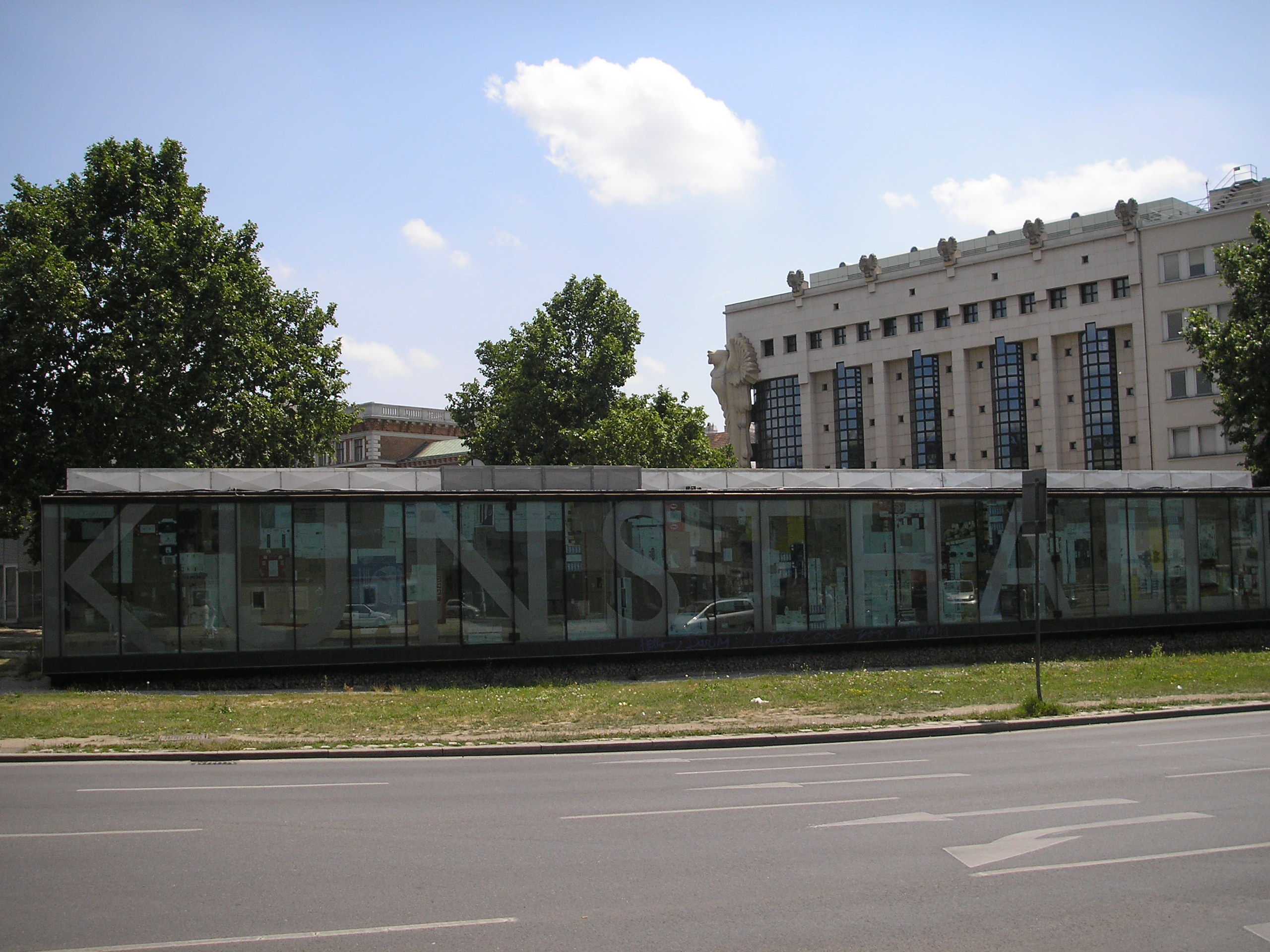
Kunsthalle Wien project space am Karlsplatz

Temporäre Kunsthalle, Berlin

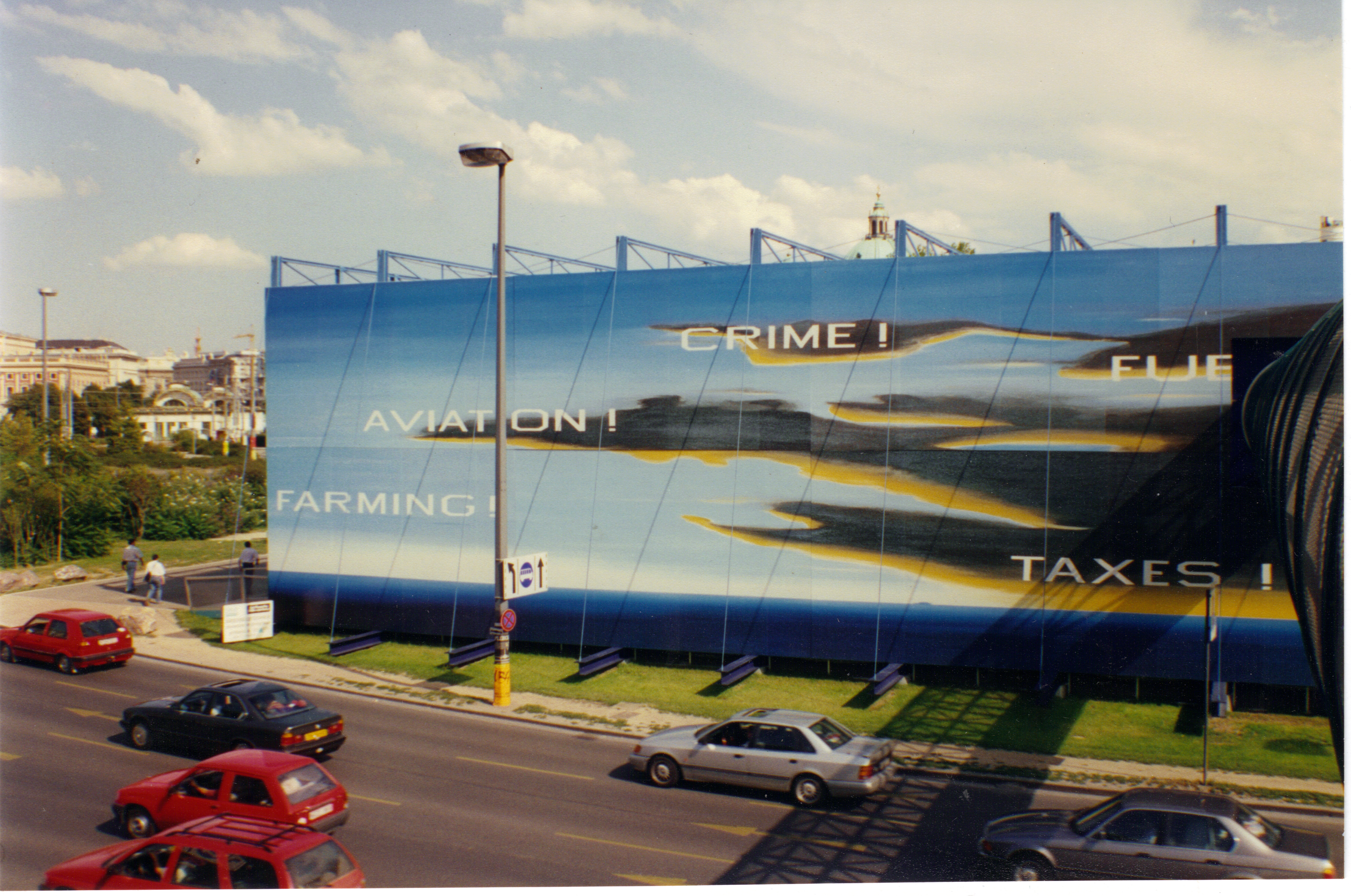
Kunsthalle, Wien

- 1979: Haus Haydl, St. Johann im Pongau mit Otto Kapfinger und Norbert Fritz[4]
- 1980: Reisebüro Kuoni, Wien mit Otto Kapfinger[5]
- 1980–1981: Anbau Haus Hiermanseder, Schwarzach im Pongau mit Otto Kapfinger[6]
- 1981: Haus Nagiller, Perchtoldsdorf mit Otto Kapfinger[7]
- 1982: Haus Hiermanseder, Schwarzach im Pongau mit Otto Kapfinger und Norbert Fritz
- 1985: Renovierung Werkbundsiedlung Wien mit Otto Kapfinger
- 1986: Wiener Secession, Umbau und Erweiterung[8]
- 1986–88: Haus, Salmannsdorf mit Oskar Putz
- 1989: Traisenpavillon, St. Pölten mit Oskar Putz
- 1990: Forellenwegsiedlung, Salzburg mit Otto Kapfinger, Aldo Rossi und Oswald Mathias Ungers
- 1990: Haus, Pötzleinsdorf mit Oskar Putz
- 1992: Siedlung Pilotengasse, Wien mit Herzog & de Meuron, Otto Steidle und Bernd Jungbauer, Helmut Federle und Oskar Putz[9]
- 1992: Kunsthalle Wien, Hauptbau (Provisorium) 2002 abgerissen[10]
- 1992: Masterplan Donau-City, Wien mit Heinz Neumann
- 1993: 1. Preis städtebaulicher Wettbewerb Eisenbahngelände, Eichstätt
- 1993: Büro- und Geschäftshaus Steirerhof, Graz
- 1994: Büro- und Geschäftshaus Schillerpark, Linz
- 1994: Neue Welt Schule, Wien mit Helmut Federle
- 1995: Kunsthalle Krems, Umbau der ehemaligen Tabakfabrik der Tabakregie
- 1995–96: Haus Sperl, Zurndorf (Erweiterung: 2000–2001)
- 1996: Masterplan Neues Bauen am Horn, Weimar mit Luigi Snozzi & Diener & Diener
- 1999: Lauder-Chabad-Campus in Wien 2., Rabbiner-Schneerson-Platz (Rauscherstraße)[11]
- 2000: Feuerwache, Donau-City, Wien
- 2000: Ausstattung des Seminarzentrums und Gästehauses Swiss Re, Zürich mit Hermann Czech
- 2002: Tauernbahnmuseum, Schwarzach
- 2002: Wohn- und Geschäftshaus Theresienhöhe, München
- 2002: Kunsthalle II, project space Karlsplatz, Wien
- 2003: Wohnbebauung Kagran-West, Tokiostrasse, Wien
- 2003: Verkehrleitzentrale ASFINAG, Inzersdorf
- 2005: Renovierung und Umbau „Die Brücke“ Kölnischer Kunstverein, Köln
- 2005: Depot Wiener Secession, Wien
- 2006: Wohnbebauung Monte Laa, Wien
- 2007: Umbau und Erweiterung Museum Rietberg, Zürich mit Alfred Grazioli und Helmut Federle
- 2008: Buddhistisches Wohnheim Mandalahof, Wien[12]
- 2008: Palmers Wohn- und Geschäftshaus, Wien
- 2008: Laborgebäude Novartis Campus, Basel
- 2008: Temporäre Kunsthalle Berlin[13]
- 2008: Mustersiedlung Hadersdorf mit Hermann Czech, Diener & Diener Architekten, Max Dudler, Hans Kollhoff, Peter Märkli, Meili, Peter & Partner Architekten, Otto Steidle
- 2009–10: Wirtschaftsgebäude Sperl, Zurndorf
- 2010: Wohnhaus Rotenmühlgasse 53, Wien
- 2010: Archiv der Zeitgenossen, Krems
- 2011: Wohn- und Geschäftshaus am Limmatfeld, Dietikon
- 2011: Wohnbebauung Eurogate, BP2, Wien
- 2011: Wohnbebauung Raxstraße, Wien
- 2011: 21er Haus, Umbau und Erweiterung 20er-Haus, Wien[14]
- 2011: Bürogebäude Jungbunzlauer, Pernhofen
- 2011: Wohnen am Mühlgrund, Bauplatz B, Wien
- 2013: Werkskantine Jungbunzlauer, Wulzeshofen
- 2015: Superblock im Sulzer-Areal, Winterthur
- 2016: Wohnbau Buchleitengasse mit Hermann Czech
- 2017: Sanierung der Wiener Secession[15][16]
- 2017: Hotel Altstadt Wien, Zimmer 64
- 2019: Umbau und Erweiterung der Kunstuniversität Linz
- 2021: Quai Zurich Campus der Zurich Insurance Group, Zürich

## Möbel
- 1986: Kleiner Fauteuil[17]
- 1987: Stehleuchte STL 4 M25
- 1987: Tischleuchte TL3 M14
- 1987: Tischleuchte TL2 M13
- 1992: stapelbarer Polstersessel M37
- 1992: Polstersessel AK04 M36
- 1992: Hängepolsterbank AK12 M35
- 1998: Stummer Diener M43
- 2007: Drehhocker AK12 M53
- 2007: Drehstuhl AK12 M52[18]
- 2012: Daybed M63[19]
- 2012: Chairbed M62[19]
- 1987–2016: Kugelleuchte Alva M89 mit Hermann Czech
- 2016: Bugholz Sessel M99[20]

## Auszeichnungen und Preise
- 1989: Österreichischer Bauherrenpreis für Traisenpavillon, St. Pölten
- 1991: Preis der Stadt Wien für Architektur
- 1995: Klimtmedaille der Secession Wien
- 1995: Otto-Wagner-Städtebaupreis
- 1996: Österreichischer Bauherrenpreis für Kunsthalle Krems
- 1997: Loosmedaille für Neue Welt Schule, Wien
- 2001: Nominierung Mies van der Rohe Award für Lauder-Chabad-Campus, Rabbiner-Schneerson-Platz[21]
- 2002: Architekturpreis des Landes Burgenland, Auszeichnungen für Einfamilienhaus Sperl, Zurndorf
- 2002: Kulturpreis des Landes Niederösterreich für Architektur
- 2002: Goldener Rathausmann[22]
- 2003: Nominierung Mies van der Rohe Award für Kunsthalle II, project space Karlsplatz, Wien[23]
- 2003: Betonpreis der österreichischen Zementindustrie für Verkehrsleitzentrale ASFINAG, Wien
- 2007: Goldenes Ehrenzeichen für Verdienste um das Land Wien
- 2009: Architekturpreis Berlin Auszeichnung für den Bau der Temporären Kunsthalle Berlin
- 2009: Nominierung Mies van der Rohe Award für Mustersiedlung Hadersdorf[24]
- 2010: Holzbaupreis Niederösterreich für Archiv der Zeitgenossen, Krems
- 2011: Auszeichnung für gute Bauten in der Stadt Zürich (2006–2010) für Umbau und Erweiterung Museum Rietberg, Zürich
- 2012: Architekturpreis des Landes Burgenland, Auszeichnungen für Atelierhaus – Wirtschaftsgebäude Sperl, Zurndorf
- 2013: Nominierung Mies van der Rohe Award für Wohnen am Mühlgrund, Bauplatz B, Wien[25]
- 2014: Holzbaupreis Niederösterreich für Werkskantine Jungbunzlauer, Wulzeshofen
- 2016: Holzbaupreis Burgenland für Werkskantine Jungbunzlauer, Wulzeshofen

## Praktische Mitarbeiter
- 1984–90: Jürg Meister
- 1988–89: Regula Lüscher
- 1990–95: Markus Grob
- 2000–05: Victoria von Gaudecker
- 2008: Anne Femmer
- Wilfried Kühn

## Akademische Mitarbeiter
- 1992–97: Verena von Beckerath
- 2006–09: Uta Graff

## Studenten
- Helga Blocksdorf
- Simon Burko

## Ausstellungen
- 1980: Austrian New Wave mit Otto Kapfinger, New York
- 1987: Lichtquellen, Maderna Wien
- 1991: Teilnahme an der 5. Architektur-Biennale Venedig
- 1998: Beyond the minimal in London und Tokyo
- 1999: Stadt Haus Architektur, Architekturgalerie Leipzig
- 2000: Teilnahme an der 7. Architektur-Biennale in Venedig
- 2001: Fliegender Pavillon, Galerie Pfefferle in München
- 2002: Die Pavillons des Adolf Krischanitz, Project Space, Wien
- 2002: Die Pavillons des Adolf Krischanitz, Tauernbahnmuseum Schwarzach
- 2011: City. Figure. Ground / Adolf Krischanitz, Chengdu Biennale
- 2016: Inventur, Galerie Mauroner, Wien
- 2017: Inventur, Architekturgalerie München
- 2017: Inventur, Architekturgalerie Berlin
- 2017: Inventur, Architekturforum Zürich
- 2022: Missing Link, Strategien einer Architekt*innengruppe aus Wien (1970–1980), MAK – Museum für angewandte Kunst, Wien